# 마송중학교
마송중학교(馬松中學校)는 대한민국 경기도 김포시 통진읍 마송리에 있는 공립 중학교이다.

## 학교 연혁
- 2010년 3월 : 설립인가(9학급 × 3개학년 = 27학급)
- 2010년 3월 : 입학식(20명) 및 초대 이충규 교장 취임
- 2011년 2월 : 제1회 졸업식(1학급 9명, 총누계 9명)
- 2021년 3월 1일 : 제7대 이흥용 교장 부임
- 2024년 1월 9일 : 제14회 졸업식 (2)학급 65명(총누계 598명)
- 2024년 3월 4일 : 입학식(4학급 109명)

## 참고 자료
- 마송중학교 - 한국교육학술정보원 학교알리미